# Еудженіо Ґарен
Еудженіо Ґарен (італ. Eugenio Garin; 9 травня 1909, Рієті — 29 грудня 2004) — італійський історик філософії і культури, учень філософа Ліментані.

## Біографія
Вивчав філософію у Флорентійському університеті, закінчив його в 1929 році, а після закінчення виграв конкурс на роботу в вузі, в якому працював до 1949 року. Професор Флорентійського університету (з 1950). Потім був професором філософії в Палермо та Університеті Кальярі з 1949 року по 1974, потім переходить у вищу нормальну школу Пізи і працює там аж до своєї відставки в 1984. Також був редактором журналів «Rinascimento» і «Il Giornale Critico della Filosofia Italiana».